# Ixodes hexagonus
Espèce
Synonymes
- Pholeoixodes hexagonus (Leach, 1815)
- Ixodes autumnalis Leach, 1815
- Ixodes erinacei Audouin, 1832
- Ixodes auricularis Robineau-Desvoidy, 1836
- Ixodes sexpunctatus Koch, 1844
- Ixodes vulpis Pagenstecher, 1861
- Ixodes hexagonus pacata Schulze, 1937
- Ixodes hexagonus hungaricus Babos, 1964
- Ixodes hexagonus pacata Doss & Anastos, 1977
- Ixodes hexagonus rarus Morel & Pérez, 1973

Ixodes hexagonus, la tique du hérisson, est une espèce d'acariens de la famille des Ixodidae.

## Distribution
Cette espèce se rencontre en Europe.

## Description
Cette espèce parasite les Erinaceinae, les Canidae et les Mustelidae et notamment le hérisson commun.
Elle est un vecteur de l'encéphalite à tiques.
Cette espèce a également été trouvée sur le castor d'Europe (Castor fiber) en Pologne, espèce dont le mode de vie est semi-aquatique.

## Publication originale
- Leach, 1815 : A tabular view of the external characters of four classes of animals, which Linné arranged under Insecta; with the distribution of the genera composing three of these classes into orders, and descriptions of several new genera and species. Transactions of the Linnean Society of London, vol. 11, p. 306–400 (texte intégral).